# Anoplodactylus pygmaeus
Anoplodactylus pygmaeus är en havsspindelart som först beskrevs av Hodge, G. 1864. Enligt Catalogue of Life ingår Anoplodactylus pygmaeus i släktet Anoplodactylus och familjen Phoxichilidiidae, men enligt Dyntaxa är tillhörigheten istället släktet Anoplodactylus och familjen Anoplodactylidae. Arten är reproducerande i Sverige. Inga underarter finns listade i Catalogue of Life.